# Classe Audace (destroyer, 1971)
Pour les articles homonymes, voir Classe Audace.
La classe Audace est la troisième classe de destroyers italiens construite après-guerre pour la marine de guerre italienne.  

C'est aussi la deuxième classe de destroyers lance-missiles sol-sol et antinavire.

## Caractéristiques techniques après modernisation

### Armement
- Artillerie :
  - 1 canon Oto Melara de 127 mm (modèle 1968)
- Lutte anti-sous-marine :
  - 2 × 3 tubes lance-torpilles de 533 mm
- Défense antiaérienne :
  - 4 canons Otobreda 76 mm (4 tourelles simples)
  - 2 canons de 20 mm
- Missile :
  - 1 rampe monorail Mk-13 pour 40 missiles RIM-66 Standard
  - 1 lanceur octuple Mk-29  pour missiles Selenia Aspide (similaire AIM-7 Sparrow)
  - 4 lanceurs doubles pour 8 missiles antinavires Otomat Mk2 Teseo

### Électronique
- 1 radar de veille aérienne lointaine 3D (bande D) SPS-768 (RAN-3 L)
- 1 radar de veille combinée SPS-774 (bande E/F) (RAN-10S)
- 1 radar de navigation SPN 748
- 1 radar de veille combinée basse altitude SPQ-2D
- 1 radar d'altimétrie SPS-52 C
- 2 radars d'illumination SPG-51 C
- 3 radars de conduite de tir SPG 76 (RTN-30X) associés à une conduite de tir optronique Dardo E
- 1 sonar de coque basse fréquence CWE-10
- 1 brouilleur SLQ-732 Nettuno
- 2 lance-leurres SCLAR (20 lanceurs chacun)
- 1 bruiteur remorqué SLQ-25 Nixie
- 1 TACAN SRN-15A
- 1 système de direction de combat SADOC 2
- 1 système de communication par satellite Scot et Inmarsat

## Unités
| N° coque | Nom    | Chantier                | Lancement        | Service effectif | Fin de service |
| -------- | ------ | ----------------------- | ---------------- | ---------------- | -------------- |
| D 551    | Audace | Riva Trigoso à Gênes    | 2 octobre 1971   | 16 novembre 1972 | 2006           |
| D 550    | Ardito | Castellammare di Stabia | 27 novembre 1971 | 5 décembre 1972  | 2006           |